# 방염

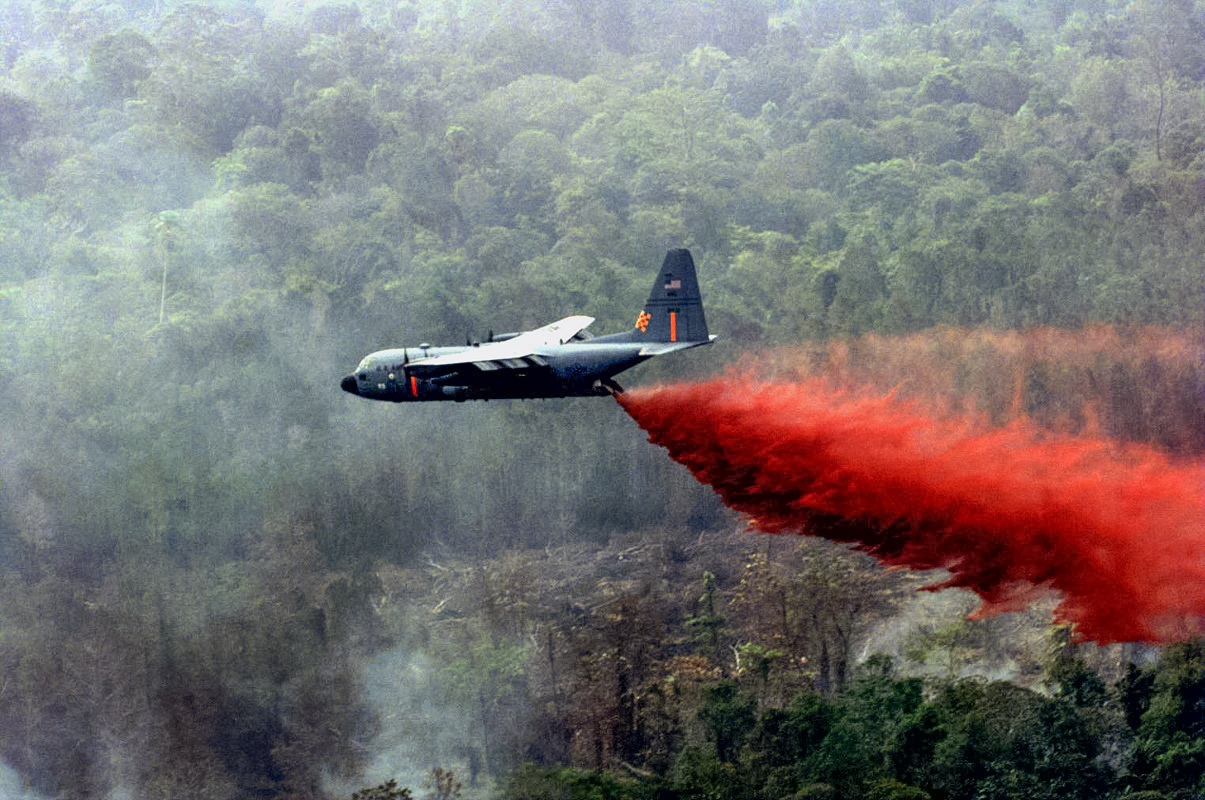

방염(防炎)은 화재의 위험이 높은 유기고분자 물질에 난연 처리를 하여 불에 잘 타지 않게 하는 것으로 화재 초기 연소의 확대를 방지하거나 지연시키기 위한 것이다. 방염은 불에 타는 것을 어렵게 하여 화재진압이나 대피를 위한 시간을 확보하기 위한 것이지 불에 타지 않는다는 불연(不燃)의 개념이 아니다.

## 같이 보기
- 공중 소화